# Hans Reinecker
Hans S. Reinecker (* 1947 in Fieberbrunn, Tirol) ist ein deutscher Psychologe, emeritierter Professor für Psychologie und Psychotherapie und Experte für Verhaltenstherapie und Zwangsstörungen.

## Leben und Wirken
Hans Reinecker studierte Psychologie und Pädagogik an der Universität Salzburg, wo er 1973 promoviert wurde und als Universitätsassistent am Institut für Psychologie tätig war. Ab 1975 leitete er die Psychologische Beratungsstelle am Institut und gründete die Arbeitsgemeinschaft für Verhaltensmodifikation gemeinsam mit zwei Kollegen.
1980 habilitierte er sich und wurde 1982 Inhaber des Lehrstuhls für Klinische Psychologie und Psychotherapie der Universität Bamberg.
Er war verantwortlich für den Aufbau der Forschungs- und Beratungsstelle, der psychotherapeutischen Ambulanz und des Weiterbildungsgangs für Psychologische Psychotherapeuten (CIP Bamberg). Von 1988 bis 1990 war er Sprecher der Fachgruppe Klinische Psychologie/Psychotherapie und von 1996 bis 1998 Dekan der Fakultät Pädagogik/Philosophie/Psychologie der Universität Bamberg. Seit 1999 ist er als Psychologischer Psychotherapeut approbiert. Von 2009 bis 2011 war er geschäftsführender Direktor des Instituts für Psychologie.

## Forschungs- und Tätigkeitsschwerpunkte
- Therapieforschung zu Grundlagen der Klinischen Psychologie/Psychotherapie
- Angst- und Zwangsstörungen
- Selbstkontrolle/Selbstmanagement-Therapie, hier ca. 20 Jahre enge Zusammenarbeit mit Frederick Kanfer, Champaign, Illinois (USA)
- Selbstmanagementtherapie bei Typ-2-Diabetes
- Kontinuierliche praktisch-klinische Tätigkeit mit unterschiedlichen Patienten im Rahmen der Psychotherapeutischen Ambulanz am Lehrstuhl für Klinische Psychologie/Psychotherapie.
- Gründungsmitglied des Deutschen Fachverbandes für Verhaltenstherapie (DVT)
- Gründungsmitglied der Deutschen Gesellschaft für Zwangserkrankungen (DGZ)
- Vorsitzender des Wissenschaftlichen Beirats der DGZ
- Gutachter in Verhaltenstherapie
- Mitglied im Wissenschaftlichen Beirat Psychotherapie beim BMG[3]

## Werke
Insgesamt 150 Publikationen davon ca. 15 Buchpublikationen zu folgenden Themen:
- Klinische Psychologie/Psychotherapie
- Grundlagen der Verhaltenstherapie
- Methoden der Verhaltenstherapie
- Selbstmanagementtherapie (mit F.H. Kanfer & D. Schmelzer)
- Zwangsstörungen, Phobien

Ca. 25 Publikationen zum Thema Zwangsstörungen, z. B. zu Langzeiteffekten, Kognitive Verhaltenstherapie bei Zwangsstörungen, Versorgungsaspekte bei Zwangsstörungen.
Herausgeber der Fachzeitschrift Verhaltenstherapie & Verhaltensmedizin. Pabst Publishers, ISSN 1013-1973
Auswahl:
- H. Reinecker, F. H. Kanfer, D. Schmelzer: Selbstmanagement-Therapie – Ein Lehrbuch für die klinische Praxis. Springer Verlag, 2012, ISBN 978-3-642-19366-8.
- H. Reinecker: Zwangshandlungen und Zwangsgedanken. Hogrefe, 2009, ISBN 978-3-8017-2055-1.
- H. Reinecker: Verhaltensanalyse. Hogrefe, 2015, ISBN 978-3-8017-2664-5.
- H. Reinecker: Grundlagen der Verhaltenstherapie. Belz, 1993, ISBN 3-621-27170-8.